# Ambrose Godfrey
Ambrose Godfrey (Köthen, 1660 – London, 1741. január 15.) angol-német patikárius, kémikus, feltaláló és gyógyszerész.